# 第三分舰队 (德意志帝国)
第三分舰队（德語：III. Geschwader）是从第一次世界大战开始前一直到一战后期德意志帝国海军公海舰队的一个作战单位。在整个一战期间，该舰队参加了各种行动，特别是1916年5月31日至6月1日的日德兰海战。在这场战斗中，该舰队组成了德军的前方战列线。战争结束时，这些舰只被扣押在斯卡帕湾，其中的绝大多数被舰上船员凿沉。舰队中的大部分舰只后来都被打捞起来并报废，至今还有三艘留在港口的水下。

## 组成
第三分舰队由第五和第六分队组成。在一战前期，该分舰队的主力舰包括国王级和皇帝级两个舰级的舰只。其中战列舰“国王”号在作为第五分队旗舰的同时也是分舰队的旗舰，而战列舰“皇帝”号则是第六分队的旗舰。1916年12月1日，五艘皇帝级战列舰被转调到新成立的第四分舰队，取而代之的是新建成的巴伐利亚级战列舰“巴伐利亚”号和“巴登”号。
第三分舰队通常驻扎在德国舰队的两个主要基地。第一个在北海，是雅德湾西侧的威廉港。赫尔戈兰岛为德意志湾提供了坚实的前沿阵地。第二个基地在基尔，是波罗的海最重要的基地。位于波罗的海东部的皮劳和但泽设有前沿基地。通过石勒苏益格-荷尔斯泰因州的威廉皇帝运河连接了波罗的海和北海，使德国海军能够在两海之间迅速调动海军力量。

## 指挥官
从1913年到1914年12月，海军少将费利克斯·芬克担任分舰队指挥官。12月26日，芬克被调到第二分舰队，而该舰队原指挥官海军中将莱因哈德·舍尔接替了芬克在第三分舰队的职务。舍尔在第二分舰队服役，直到1916年1月升任整个公海舰队的指挥官。海军少将保罗·贝恩克此后接替他担任分舰队指挥官，并在日德兰海战期间领导该舰队，而海军少将赫尔曼·诺德曼在作战期间担任贝恩克的副手兼任第六分队指挥官。1918年4月，海军中将雨果·克拉夫特接替了贝恩克。

## 历史

“国王”号战列舰，第三分舰队的旗舰

第三分舰队于1913年随着新建造出来的皇帝级战列舰开始服役而组建。到1914年11月，当最后一艘国王级战列舰加入舰队之后，该分舰队整编完成。第三分舰队在第一次世界大战期间的所有主要行动中领导德军战列线。这些任务包括试图通过轰炸英国海岸以引诱英国大舰队的一部分出动，从而支援第1侦察集群的战列巡洋舰。例如1914年12月对斯卡布罗、哈特尔浦和惠特比的袭击，以及1916年4月对雅茅斯和洛斯托夫特的袭击。在1916年5月的日德兰海战中，第三分舰队的战列舰首当其冲地遭受了英军的炮击。旗舰“国王”号被大口径炮弹击中数次并严重受损，但该舰仍然持续作战并在战斗结束后返回港口进行修理。
此后，“国王”号再次率领第三分舰队组成先遣队，参加了8月18日至19日和10月18日至19日的行动。1917年10月和11月，该分舰队参加了夺取里加湾的阿尔比恩行动。在月亮湾战役中，第三分舰队的两艘战列舰，“国王”号和“王储”号击沉了俄国战列舰“光荣”号，并击伤了“皇太子”号。1918年4月下旬，公海舰队试图袭击一支由重兵护送前往挪威的英国船队，但是在战列巡洋舰“毛奇”号发生故障后，这一行动被取消。
第三分舰队原定于1918年10月的战争最后几周参加与大舰队的最后一场战斗。然而当厌倦了战争的舰员们得知了这一自杀计划后，第一分舰队的舰只上开始爆发兵变，这一系列的骚乱迫使舍尔取消了行动。德国在贡比涅签署停战协定后，包括第三分舰队在内的公海舰队大部分舰只都被关押在英国在斯卡帕湾的主海军基地。最终这些舰只在1919年6月21日被德国舰员自行凿沉。战后，大多数自沉的舰只都被英国打捞公司打捞上来，但是有三艘战列舰因为太深而无法打捞上来，至今仍然停留在斯卡帕湾的海底。这三艘战列舰都来自第三分舰队，分别是“国王”号、“王储”号和“藩侯”号。

## 脚注

### 引文
1. ↑  吕文超, 赵森 & 夏树忱 (1981)，第429頁.
2. 1 2 3  Tarrant (1995)，第286頁.
3. ↑  Halpern (1995)，第214頁.
4. ↑  Halpern (1995)，第10頁.
5. ↑  Halpern (1995)，第182頁.
6. ↑  Halpern (1995)，第179頁.
7. ↑  Scheer (1920)，第13頁.
8. ↑  王昭仁, 宋钟璜 & 韩文殿 1985，第1475頁.
9. ↑  Scheer (1920)，第74頁.
10. ↑  Sweetman (1997)，第393頁.
11. ↑  Sondhaus (2014)，第344頁.
12. ↑  Tarrant (1995)，第31–33, 53頁.
13. ↑  Halpern (1995)，第327頁.
14. ↑  Tarrant (1995)，第187–188頁.
15. ↑  Campbell (1998)，第190頁.
16. ↑  Staff (2010)，第15, 35頁.
17. ↑  Halpern (1995)，第213頁.
18. ↑  Halpern (1995)，第218頁.
19. ↑  Halpern (1995)，第419–420頁.
20. ↑  Tarrant (1995)，第280–282頁.
21. ↑  Herwig (1980)，第254–256頁.
22. ↑  van der Vat (1986)，第210–214頁.